# (13798) Cecchini
(13798) Cecchini (1998 VK33) – planetoida z grupy pasa głównego asteroid okrążająca Słońce w ciągu 4,96 lat w średniej odległości 2,91 j.a. Odkryta 15 listopada 1998 roku.